# Subria crassicerca
Subria crassicerca är en insektsart som beskrevs av Naskrecki och G.K. Morris 2000. Subria crassicerca ingår i släktet Subria och familjen vårtbitare. Inga underarter finns listade i Catalogue of Life.